# Karl Frank (Politiker, 1906)
Karl Wilhelm Frank (* 5. Dezember 1906 in Charlottenburg; † 21. August 1944 in Brandenburg-Görden) war ein deutscher Politiker (KPD).

## Leben
Der Tischlersohn Frank arbeitete nach dem Volksschulbesuch im selben Bereich wie sein Vater und wurde Mitte der 1920er Jahre arbeitslos. Bereits als 16-Jähriger begann er, politisch aktiv zu werden. Er engagierte sich zunächst in der Arbeiterjugendbewegung und in der Gewerkschaft. 1927 wurde er Mitglied der KPD und wirkte in Berlin als Parteifunktionär. 1931/32 besuchte er die Internationale Lenin-Schule der Kommunistischen Internationale; danach wurde er zum Politischen Sekretär des KPD-Unterbezirks Berlin-Zentrum. 
Im März 1933 wurde er verhaftet und zu einer 16-monatigen Gefängnisstrafe verurteilt. Anschließend wurde er in das KZ Lichtenburg deportiert, aber dort nach einigen Monaten entlassen. Trotzdem organisierte er sich erneut im politischen Widerstand und baute 1937/38 zusammen mit Robert Uhrig ein illegales Betriebsgruppennetz der KPD in Berlin auf. Zusammen mit seiner Lebensgefährtin Hilde Guddorf war er ab 1940 an der Herausgabe des „Informationsdienstes“ beteiligt und sicherte die Verbindung zwischen den Widerstandsgruppen um Robert Uhrig und den Berliner und Hamburger Gruppen der Roten Kapelle. 
Im März 1942 wurde er von der Gestapo verhaftet und nach Haftaufenthalten im KZ Sachsenhausen und in Landsberg im Juni 1944 zusammen mit Walter Budeus, Willy Sachse, Franz Mett und anderen vom Volksgerichtshof verurteilt und am 21. August 1944 im Zuchthaus Brandenburg-Görden hingerichtet.